# Биньговський
Биньго́вський (рос. Быньговский) — селище у складі Нев'янського міського округу Свердловської області.
Населення — 47 осіб (2010, 59 у 2002).
Національний склад станом на 2002 рік: росіяни — 83 %.